# Ratio Calmar
El ratio Calmar es una medida de rendimiento utilizada para evaluar a Commodity Trading Advisors (CTAs) y hedge funds. Fue creado por Terry W. Young y apareció por primera vez en 1991 en la revista Futures.

Young era el propietario de California Managed Accounts, una compañía con sede en Santa Ynez, California, que gestionaba fondos de varios clientes y publicaba el boletín CMA Reports. El nombre del ratio Calmar proviene del acrónimo del nombre de su compañía y del boletín que publicaba: CALifornia Managed Accounts Reports. Young lo definía así:
El ratio Calmar utiliza una versión ligeramente modificada del ratio Sterling - tasa de retorno promedio anual de los últimos 36 meses dividido por el máximo drawdown de los últimos 36 meses - y lo calcula con base mensual, en lugar de anual como en el caso del ratio Sterling.
Young consideraba que el ratio Calmar era mejor ya que:
El ratio Calmar varía gradualmente y sirve para suavizar los períodos de altos y bajos rendimientos de los CTAs más fácilmente que con los ratios Sterling o Sharpe.
Es necesario mencionar que el boletín competidor Managed Account Reports (fundado en 1979 por el editor Leon Rose) había definido y popularizado anteriormente otra medida de rendimiento, el ratio MAR, que se calcula como el rendimiento anual compuesto desde los orígenes del fondo, dividido por el máximo drawdown también desde su comienzo.
Aunque en ocasiones se considera que el ratio Calmar y el ratio MAR son idénticos, en la práctica son diferentes: el ratio Calmar usa 36 meses de datos de rendimientos, mientras que el ratio MAR usa todos los rendimientos desde el comienzo del fondo. Las últimas versiones del ratio Calmar introduce la tasa del activo libre de riesgo en el numerador para crear un ratio de tipo Sharpe.